# Cúp bóng đá Ukraina 1992
Như giải vô địch quốc gia, mùa giải đầu tiên của giải Cúp có lịch thi đấu dày đặc mà Liên đoàn bóng đá Ukraina đưa ra trước vài tháng để tìm ra đội bóng xuất sắc nhất cho UEFA thi đấu các giải đấu châu Âu với số trận yêu cầu thi đấu ít nhất.
Giải đấu khởi tranh từ ngày 10 tháng Hai và trận Chung kết diễn ra ngày 31 tháng Năm. Chỉ có các đội ở giải Supreme và Giải hạng nhất mới được tham gia. Đây là cúp bóng đá quốc gia đầu tiên thay thế cho Ukrainian SSR Cup, như là một giải đấu khu vực cho Soviet Cup. Đội vô địch mùa trước ở giải đấu Soviet FC Temp Shepetivka bị loại ngay từ vòng loại thứ nhất bởi Kremin Kremenchuk. Cùng lúc đó, 3 đội Ukraina tham gia giải vẫn còn thi đấu ở Soviet Cup. Danh hiệu đầu tiên được trao cho Chornomorets Odessa vì vậy họ được giành quyền tham gia vòng loại của Cúp các câu lạc bộ đoạt cúp bóng đá quốc gia châu Âu.

## Tổ chức
Giải quyết định rằng Cúp khởi tranh với 16 đội và 6 đội từ Soviet Top League trực tiếp vào vòng tiếp theo, trong khi 10 đội khác phải trải qua nhiều trận đấu vòng loại với việc Azovets Mariupol đã qua được.
Tổng số đội bóng tham gia giải đấu Cúp đầu tiên là 45 với 19 cặp ở vòng loại thứ nhất và 10 ở thứ hai. Đội vô địch sẽ có cơ hội tham dự Cúp các câu lạc bộ đoạt cúp bóng đá quốc gia châu Âu.
Vòng loại và trận chung kết chỉ bao gồm một trận trong khi ba trận còn lại theo thể thức đội nhà – đội khách trong khi có 3 đội đã có lịch thi đấu đội nhà-đội khách như dự định.
Các đội bóng tham gia
- Giải bóng đá vô địch quốc gia Ukraina 1992 (20)
- Giải bóng đá hạng nhất quốc gia Ukraina 1992 (25) (ngoại trừ đội thứ 2)

### Phân phối
|                             |                             | Đội bóng tham gia vòng này                            | Đội bóng vượt qua vòng trước         |
| --------------------------- | --------------------------- | ----------------------------------------------------- | ------------------------------------ |
| Vòng loại thứ nhất (38 đội) | Vòng loại thứ nhất (38 đội) | - 14 đội từ Supreme League - 24 đội từ Giải hạng nhất |                                      |
| Vòng loại thứ hai (20 đội)  | Vòng loại thứ hai (20 đội)  | - 1 đội từ Giải hạng nhất (Azovets Mariupol)          | - 19 đội thắng từ vòng loại thứ nhất |
| Vòng đấu chính (16 đội)     | Vòng đấu chính (16 đội)     | - 6 đội từ Supreme League                             | - 10 đội thắng từ vòng loại thứ hai  |

### Tổng quan
Giải đấu khởi tranh ngày 10 tháng 2 năm 1992 với trận đấu giữa Podillia Khmelnytsky và Bukovyna Chernivtsi ngay ở giữa Zakarpattia Oblast tại làng Ilnytsia và lên đến trận Chung kết ở Kiev ngày 31 tháng 5 năm 1992. Với tổ chức của Cúp bóng đá Ukraina, 3 đội Ukraina Dynamo Kyiv, Chornomorets Odessa, và Metalist Kharkiv vẫn tham gia Soviet Cup với trận tứ kết dự định diễn ra ngày 25 tháng 3 năm 1992 đã bị hủy, cũng như bỏ giải đấu.
Trận có nhiều khán giả nhất xảy ra ở Vòng 16 đội khi FC Skala Stryi đá với FC Dynamo Kyiv ở thành phố Stryi trước sự chứng kiến của 17,000 khán giả. Skala thua ở phút bù giờ bởi bàn thắng của Oleg Salenko. Ngay cả số khán giả 12,000 ở trận Chung kết không thể đánh bại lễ hội thể thao ở thành phố Lviv Oblast nhỏ này. Trận có ít khán giả nhấtlà trận giữa Kolos Nikopol và Polissia Zhytomyr diễn ra ngày 16 tháng 2 năm 1992 ngay ngoài thành phố Nikopol ở làng Chkalove và chỉ có 150 khán giả tham dự. Trận có tỉ số cao nhất diễn ra ở Odessa khi các cầu thủ Chornomorets địa phương trả thù cho màn trình diễn tệ hại ở Zhytomyr bằng việc đánh bại Polissia 7:1. Trận đấu có khoảng cách lớn nhất được ghi lại trên Zaporizhia và các đội Metalurh thắng Vahonobudivnyk 7:0. Hình ảnh bất ngờ nhất là ở Dynamo Kyiv bị loại và vòng loại của Soviet Cup thua ở tứ kết trước với Zaporizhian Automakers 1:2 sau 2 lượt trận.

## Lịch thi đấu

### Vòng loại thứ nhất
Tất cả các trận đấu diễn ra vào ngày 16 tháng 2 năm 1992, ngoại trừ trận đấu của Zakarpattia giữa Podillia - Bukovyna diễn ra ngày 10 tháng 2 năm 1992.
Tất cả 39 trong tổng số 45 đội tham gia vòng này. Có 6 đội khác từ Soviet Top League, miễn đấu ở 2 vòng tiếp theo và vào vòng Vòng 16 đội. Có 39 đội đối mặt với nhau để chọn ra 10 đội tiếp theo vào vòng trong.
| "Коlоs"(Nikopil) (1L)               | 1:2      | (1L) "Polissya"(Zhytomyr)            | in village of Chkalove (Nikopol Raion)                  |
| "Stal"(Alchevsk) (1L)               | 2:1      | (1L) "Zakarpattya"(Uzhhorod)         |                                                         |
| "Vahonobudivnyk"(Stakhanov) (1L)    | 1:1      | (1L) "Khimik"(Siverodonetsk)         | (s.h.p.), pk 4:3                                        |
| "Avtomobilist"(Sumy) (1L)           | 1:0      | (PL) "Nyva"(Ternopil)                |                                                         |
| "Volyn"(Lutsk) (PL)                 | 2:3      | (PL) "Torpedo"(Zaporizhia)           | village of Dachne (Kivertsi Raion)                      |
| SCA Odessa (PL)                     | 1:1      | (PL) "Sudobudivnyk"(Mykolaiv)        | (s.h.p.), pk 5:4                                        |
| SKA(Kiev) (1L)                      | 1:2      | (1L) "Kryvbas"(Kryvyi Rih)           | (s.h.p.)                                                |
| "Vorskla"(Poltava) (1L)             | 1:0      | (1L) "Desna"(Chernihiv)              |                                                         |
| "Artania"(Ochakiv) (1L)             | 1:3      | (PL) "Zoria-MALS"(Luhansk)           |                                                         |
| "Skala"(Stryi) (1L)                 | 1:0      | (PL) "Nyva"(Vinnytsia)               | (s.h.p.)                                                |
| "Karpaty"(Lviv) (PL)                | 1:0      | (1L) "Ros"(Bila Tserkva)             |                                                         |
| "Dnipro"(Cherkasy) (1L)             | 1:0      | (1L) "Veres"(Rivne)                  |                                                         |
| "Podillya"(Khmelnytskyi) (1L)       | 1:1      | (PL) "Bukovyna"(Chernivtsi)          | (s.h.p.), pk 1:3 in village of Ilnytsia (Irshava Raion) |
| "Krystal"(Chortkiv) (1L)            | 2:0      | (1L) "Prykladnyk"(Mukachevo)         |                                                         |
| "Shakhtar"(Pavlohrad) (1L)          | 2:1      | (1L) "Krystal"(Kherson)              |                                                         |
| "Halychyna"(Drohobych) (1L)         | 0:2      | (PL) "Naftovyk"(Okhtyrka)            |                                                         |
| "Chaika"(Sevastopol) (1L)           | 0:2      | (PL) "Tavria"(Simferopol)            | ở Alushta                                               |
| "Теmp"(Shepetivka) (PL)             | 1:2      | (PL) "Kremin"(Kremenchuk)            |                                                         |
| "Polihraftekhnika"(Olexandria) (1L) | 0:0      | (PL) "Prykarpattya"(Ivano-Frankivsk) | (s.h.p.), pk 4:3                                        |
| "Azovets"(Mariupol) (1L)            | miễn đấu |                                      |                                                         |

### Vòng loại thứ hai
Hầu hết các trận đấu diễn ra vào ngày 23 tháng 2 năm 1992. Trận đấu ở Crimea giữa Podissya - Stal diễn ra vào ngày 21 tháng 2 năm 1992 và trận đấu ở Bukovyna giữa Bukovyna - Azovets diễn ra ngày 28 tháng 2 năm 1992.
| "Polissya"(Zhytomyr) (1L)        | 1:0 | (1L) "Stal"(Alchevsk)                | ở Alushta                              |
| "Vahonobudivnyk"(Stakhanov) (1L) | 2:0 | (1L) "Avtomobilyst"(Sumy)            |                                        |
| "Torpedo"(Zaporizhia) (PL)       | 3:0 | (PL) SKA(Оdesa)                      |                                        |
| "Kryvbas"(Kryvyi Rih) (1L)       | 2:1 | (PL) "Vorskla"(Poltava)              |                                        |
| "Zoria-MALS"(Luhansk) (PL)       | 1:2 | (1L) "Skala"(Stryi)                  | ở Oleksandrivsk (part of Luhansk city) |
| "Karpaty"(Lviv) (PL)             | 0:0 | (1L) "Dnipro"(Cherkasy)              | (s.h.p.), pk 4:2                       |
| "Bukovyna"(Chernivtsi) (PL)      | 1:0 | (1L) "Azovets"(Mariupol)             | (s.h.p.)                               |
| "Krystal"(Chortkiv) (1L)         | 2:0 | (1L) "Shakhtar"(Pavlohrad)           |                                        |
| "Naftovyk"(Okhtyrka) (PL)        | 3:1 | (PL) "Tavria"(Simferopol)            |                                        |
| "Kremin"(Kremenchuk) (PL)        | 2:0 | (1L) "Polihraftekhnika"(Oleksandria) |                                        |

### Cặp đấu
|  | Vòng 16 đội           | Vòng 16 đội           | Vòng 16 đội | Vòng 16 đội |   |                    | Tứ kết | Tứ kết | Tứ kết | Tứ kết |  |                  | Bán kết | Bán kết | Bán kết | Bán kết |              |   | Chung kết | Chung kết |
|  |                       |                       |             |             |   |                    |        |        |        |        |  |                  |         |         |         |         |              |   |           |           |
|  | Polissya Zhytomyr     | 4                     | 1           | 5           |   |                    |        |        |        |        |  |                  |         |         |         |         |              |   |           |           |
|  | Chornomorets          | 1                     | 7           | 8           |   |                    |        |        |        |        |  |                  |         |         |         |         |              |   |           |           |
|  | Chornomorets          | 1                     | 7           | 8           |   | Chornomorets       | 2      | 1      | 3      |        |  |                  |         |         |         |         |              |   |           |           |
|  |                       |                       |             |             |   | Chornomorets       | 2      | 1      | 3      |        |  |                  |         |         |         |         |              |   |           |           |
|  |                       | Metalurh Zaporizhia   | 0           | 1           | 1 |                    |        |        |        |        |  |                  |         |         |         |         |              |   |           |           |
|  | Vahonobudivnyk        | Metalurh Zaporizhia   | 0           | 1           | 1 | 1                  | 0      | 1      |        |        |  |                  |         |         |         |         |              |   |           |           |
|  | Vahonobudivnyk        |                       |             |             |   | 1                  | 0      | 1      |        |        |  |                  |         |         |         |         |              |   |           |           |
|  | Metalurh Zaporizhia   | 0                     | 7           | 7           |   |                    |        |        |        |        |  |                  |         |         |         |         |              |   |           |           |
|  | Metalurh Zaporizhia   | 0                     | 7           | 7           |   |                    |        |        |        |        |  | Chornomorets     | 3       | 0       | 3       |         |              |   |           |           |
|  |                       |                       |             |             |   |                    |        |        |        |        |  | Chornomorets     | 3       | 0       | 3       |         |              |   |           |           |
|  |                       | Torpedo Zaporizhia    | 1           | 0           | 1 |                    |        |        |        |        |  |                  |         |         |         |         |              |   |           |           |
|  | Torpedo Zaporizhia    | Torpedo Zaporizhia    | 1           | 0           | 1 | 6                  | 0      | 6      |        |        |  |                  |         |         |         |         |              |   |           |           |
|  | Torpedo Zaporizhia    |                       |             |             |   | 6                  | 0      | 6      |        |        |  |                  |         |         |         |         |              |   |           |           |
|  | Kryvbas Kryvyi Rih    | 0                     | 1           | 1           |   |                    |        |        |        |        |  |                  |         |         |         |         |              |   |           |           |
|  | Kryvbas Kryvyi Rih    | 0                     | 1           | 1           |   | Torpedo Zaporizhia | 1      | 1      | 2      |        |  |                  |         |         |         |         |              |   |           |           |
|  |                       |                       |             |             |   | Torpedo Zaporizhia | 1      | 1      | 2      |        |  |                  |         |         |         |         |              |   |           |           |
|  |                       | Dynamo Kyiv           | 0           | 1           | 1 |                    |        |        |        |        |  |                  |         |         |         |         |              |   |           |           |
|  | Dynamo Kyiv           | Dynamo Kyiv           | 0           | 1           | 1 | 1                  | 2      | 3      |        |        |  |                  |         |         |         |         |              |   |           |           |
|  | Dynamo Kyiv           |                       |             |             |   | 1                  | 2      | 3      |        |        |  |                  |         |         |         |         |              |   |           |           |
|  | Skala Stryi           | 1                     | 1           | 2           |   |                    |        |        |        |        |  |                  |         |         |         |         |              |   |           |           |
|  | Skala Stryi           | 1                     | 1           | 2           |   |                    |        |        |        |        |  |                  |         |         |         |         | Chornomorets | 1 |           |           |
|  |                       |                       |             |             |   |                    |        |        |        |        |  |                  |         |         |         |         |              | 1 |           |           |
|  |                       | Metalist Kharkiv      | 0           |             |   |                    |        |        |        |        |  |                  |         |         |         |         |              |   |           |           |
|  | Karpaty Lviv          | Metalist Kharkiv      | 0           | 1           | 0 | 1                  |        |        |        |        |  |                  |         |         |         |         |              |   |           |           |
|  | Karpaty Lviv          |                       |             | 1           | 0 | 1                  |        |        |        |        |  |                  |         |         |         |         |              |   |           |           |
|  | Shakhtar Donetsk      | 2                     | 2           | 4           |   |                    |        |        |        |        |  |                  |         |         |         |         |              |   |           |           |
|  | Shakhtar Donetsk      | 2                     | 2           | 4           |   | Shakhtar Donetsk   | 6      | 0      | 6      |        |  |                  |         |         |         |         |              |   |           |           |
|  |                       |                       |             |             |   | Shakhtar Donetsk   | 6      | 0      | 6      |        |  |                  |         |         |         |         |              |   |           |           |
|  |                       | Dnipro Dnipropetrovsk | 0           | 1           | 1 |                    |        |        |        |        |  |                  |         |         |         |         |              |   |           |           |
|  | Bukovyna Chernivtsi   | Dnipro Dnipropetrovsk | 0           | 1           | 1 | 1                  | 1      | 2      |        |        |  |                  |         |         |         |         |              |   |           |           |
|  | Bukovyna Chernivtsi   |                       |             |             |   | 1                  | 1      | 2      |        |        |  |                  |         |         |         |         |              |   |           |           |
|  | Dnipro Dnipropetrovsk | 2                     | 3           | 5           |   |                    |        |        |        |        |  |                  |         |         |         |         |              |   |           |           |
|  | Dnipro Dnipropetrovsk | 2                     | 3           | 5           |   |                    |        |        |        |        |  | Shakhtar Donetsk | 0       | 1       | 1       |         |              |   |           |           |
|  |                       |                       |             |             |   |                    |        |        |        |        |  | Shakhtar Donetsk | 0       | 1       | 1       |         |              |   |           |           |
|  |                       | Metalist Kharkiv      | 1           | 1           | 2 |                    |        |        |        |        |  |                  |         |         |         |         |              |   |           |           |
|  | Krystal Chortkiv      | Metalist Kharkiv      | 1           | 1           | 2 | 1                  | 0      | 1      |        |        |  |                  |         |         |         |         |              |   |           |           |
|  | Krystal Chortkiv      |                       |             |             |   | 1                  | 0      | 1      |        |        |  |                  |         |         |         |         |              |   |           |           |
|  | Metalist Kharkiv      | 2                     | 2           | 4           |   |                    |        |        |        |        |  |                  |         |         |         |         |              |   |           |           |
|  | Metalist Kharkiv      | 2                     | 2           | 4           |   | Metalist Kharkiv   | 2      | 0      | 2      |        |  |                  |         |         |         |         |              |   |           |           |
|  |                       |                       |             |             |   | Metalist Kharkiv   | 2      | 0      | 2      |        |  |                  |         |         |         |         |              |   |           |           |
|  |                       | Naftovyk Okhtyrka     | 0           | 1           | 1 |                    |        |        |        |        |  |                  |         |         |         |         |              |   |           |           |
|  | Naftovyk Okhtyrka     | Naftovyk Okhtyrka     | 0           | 1           | 1 | 1                  | 1      | 2      |        |        |  |                  |         |         |         |         |              |   |           |           |
|  | Naftovyk Okhtyrka     |                       |             |             |   | 1                  | 1      | 2      |        |        |  |                  |         |         |         |         |              |   |           |           |
|  | Kremin Kremenchuk     | 1                     | 0           | 1           |   |                    |        |        |        |        |  |                  |         |         |         |         |              |   |           |           |

### Vòng 16 đội

#### Lượt đi
| Dynamo Kyiv (PL) | 1 – 1    | (1L) Skala Stryi |
| ---------------- | -------- | ---------------- |
| Tsveiba 37'      | Chi tiết | Kardash 83'      |

| "Polissya"(Zhytomyr) (1L)                                    | 4 – 1    | (PL) "Chornomorets"(Odessa) |
| ------------------------------------------------------------ | -------- | --------------------------- |
| Shyshkov 10', 55' · Svystunov 22' · Strykharchuk 40' (ph.đ.) | Chi tiết | Pindeyev 8'                 |

| "Torpedo"(Zaporizhzhya) (PL)                            | 6 – 0    | (1L) "Kryvbas"(Kryvyi Rih) |
| ------------------------------------------------------- | -------- | -------------------------- |
| Bondarenko 14', 20' · Zayets 21', 25', 48' · Volkov 70' | Chi tiết |                            |

| Karpaty Lviv (PL)     | 1 – 2    | (PL) Shakhtar Donetsk            |
| --------------------- | -------- | -------------------------------- |
| Mokrytsky 68' (ph.đ.) | Chi tiết | Popov 23' · Drahunov 71' (ph.đ.) |

| Krystal Chortkiv (1L) | 1 – 2    | (PL) Metalist Kharkiv |
| --------------------- | -------- | --------------------- |
| Mazur 10'             | Chi tiết | Kolesnyk 40', 66'     |

| Naftovyk Okhtyrka (PL) | 1 – 1    | (PL) Kremin Kremenchuk |
| ---------------------- | -------- | ---------------------- |
| Lipynsky 18'           | Chi tiết | Lezhentsev 58'         |

| Bukovyna Chernivtsi (PL) | 1 – 2    | (PL) Dnipro Dnipropetrovsk |
| ------------------------ | -------- | -------------------------- |
| Zadorozhniak 35'         | Chi tiết | Bahmut 19' · Yudin 31'     |

| "Vahonobudivnyk"(Stakhanov) (1L) | 1 – 0    | (PL) "Metalurh"(Zaporizhia) |
| -------------------------------- | -------- | --------------------------- |
| Palamarchuk 43'                  | Chi tiết |                             |

#### Lượt về
| "Chornomorets"(Odessa) (PL)                                                     | 7 – 1 (s.h.p.) | (1L) "Polissya"(Zhytomyr) |
| ------------------------------------------------------------------------------- | -------------- | ------------------------- |
| Shelepnytsky 21' (ph.đ.), 116' · Sak 33', 102' · Tretyak 56' · Husiev 64', 105' | Chi tiết       | Baran 5'                  |

Chornomorets thắng 8–5 sau hai lượt trận.
| "Metalurh"(Zaporizhia) (PL)                                       | 7 – 0    | (1L) "Vahonobudivnyk"(Stakhanov) |
| ----------------------------------------------------------------- | -------- | -------------------------------- |
| Holovan 5', 18', 74' · Taran 38', 62', 85' (ph.đ.) · Skrypnyk 44' | Chi tiết |                                  |

Metalurh thắng 7–1 sau hai lượt trận.
| Kryvbas Kryvyi Rih (1L) | 1 – 0    | (PL) Torpedo Zaporizhia |
| ----------------------- | -------- | ----------------------- |
| Popovych 82'            | Chi tiết |                         |

Torpedo thắng 6–1 sau hai lượt trận.
| Skala Stryi (1L) | 1 – 2 (s.h.p.) | (PL) Dynamo Kyiv            |
| ---------------- | -------------- | --------------------------- |
| Sydorenko 43'    | Chi tiết       | Annenkov 52' · Salenko 100' |

Dynamo thắng 3–2 sau hai lượt trận.
| Shakhtar Donetsk (PL)      | 2 – 0    | (PL) Karpaty Lviv |
| -------------------------- | -------- | ----------------- |
| Shcherbakov 8' · Popov 75' | Chi tiết |                   |

Shakhtar thắng 4–1 sau hai lượt trận.
| Dnipro Dnipropetrovsk (PL)              | 3 – 1    | (PL) Bukovyna Chernivtsi |
| --------------------------------------- | -------- | ------------------------ |
| Moskvin 15' · Polunin 21' · Dumenko 58' | Chi tiết | Zhyrov 88'               |

Dnipro thắng 5–2 sau hai lượt trận.
| Metalist Kharkiv (PL)        | 2 – 0    | (1L) Krystal Chortkiv |
| ---------------------------- | -------- | --------------------- |
| Kandaurov 36' · Adzhoyev 47' | Chi tiết |                       |

Metalist thắng 4–1 sau hai lượt trận.
| Kremin Kremenchuk (PL) | 0 – 1    | (PL) Naftovyk Okhtyrka |
| ---------------------- | -------- | ---------------------- |
|                        | Chi tiết | Hrachov 55'            |

Naftovyk thắng 2–1 sau hai lượt trận.

### Tứ kết (1/4)

#### Lượt đi
| "Chornomorets"(Odessa) (PL) | 2 – 0    | (PL) "Metalurh"(Zaporizhia) |
| --------------------------- | -------- | --------------------------- |
| Yablonskyi 10' · Husiev 72' | Chi tiết |                             |

| "Torpedo"(Zaporizhzhya) (PL) | 1 – 0    | (PL) Dynamo Kyiv |
| ---------------------------- | -------- | ---------------- |
| Volkov 75'                   | Chi tiết |                  |

| Shakhtar Donetsk (PL)                                             | 6 – 0    | (PL) Dnipro Dnipropetrovsk |
| ----------------------------------------------------------------- | -------- | -------------------------- |
| Shcherbakov 3', 21' · Rebrov 29' · Pohodin 30', 87' · Martiuk 65' | Chi tiết |                            |

| Metalist Kharkiv (PL)       | 2 – 0    | (PL) Naftovyk Okhtyrka |
| --------------------------- | -------- | ---------------------- |
| Adzhoyev 43' · Kolesnyk 86' | Chi tiết |                        |

#### Lượt về
| Naftovyk Okhtyrka (PL) | 1 – 0    | (PL) Metalist Kharkiv |
| ---------------------- | -------- | --------------------- |
| Sukharev 89' (ph.đ.)   | Chi tiết |                       |

Metalist thắng 2–1 sau hai lượt trận.
| "Metalurh"(Zaporizhia) (PL)    | 1 – 1    | (PL) "Chornomorets"(Odessa) |
| ------------------------------ | -------- | --------------------------- |
| Sak 84' (l.n.) · Sorokalet 77' | Chi tiết | Tsymbalar 66'               |

Chornomorets thắng 3–1 sau hai lượt trận.
| Dynamo Kyiv (PL) | 1 – 1    | (PL) Torpedo Zaporizhia |
| ---------------- | -------- | ----------------------- |
| Yesipov 15'      | Chi tiết | Zayets 59'              |

Torpedo thắng 2–1 sau hai lượt trận.
| Dnipro Dnipropetrovsk (PL) | 1 – 0    | (PL) Shakhtar Donetsk |
| -------------------------- | -------- | --------------------- |
| Konovalov 3'               | Chi tiết |                       |

Shakhtar thắng 6–1 sau hai lượt trận.

### Bán kết (1/2)

#### Lượt đi
| "Chornomorets"(Odessa) (PL)                   | 3 – 1    | (PL) "Torpedo"(Zaporizhzhya) |
| --------------------------------------------- | -------- | ---------------------------- |
| Shelepnytsky 18' · Nikiforov 36' · Husiev 40' | Chi tiết | Zayets 19'                   |

| Shakhtar Donetsk (PL) | 0 – 1    | (PL) Metalist Kharkiv |
| --------------------- | -------- | --------------------- |
|                       | Chi tiết | Kolesnyk 37'          |

#### Lượt về
| "Torpedo"(Zaporizhzhya) (PL) | 0 – 0    | (PL) "Chornomorets"(Odessa) |
| ---------------------------- | -------- | --------------------------- |
|                              | Chi tiết |                             |

Chornomorets thắng 3–1 sau hai lượt trận.
| Metalist Kharkiv (PL) | 1 – 1    | (PL) Shakhtar Donetsk |
| --------------------- | -------- | --------------------- |
| Kolesnyk 25'          | Chi tiết | Fokin 2'              |

Metlist thắng 2–1 sau hai lượt trận.

### Chung kết
| "Chornomorets"(Odessa) (PL) | 1 – 0    | (PL) "Metalist"(Kharkiv) |
| --------------------------- | -------- | ------------------------ |
| Tsymbalar 107'              | Chi tiết |                          |

| Vô địch Cúp bóng đá Ukraina 1992          |
| ----------------------------------------- |
| FC Chornomorets Odessa Danh hiệu đầu tiên |

## Đội đoạt cúp
(Số lần ra sân và số bàn được liệt kê trong dấu ngoặc đơn)
| FC Chornomorets Odessa |
| Thủ môn: Viktor Hryshko (4 / -2), Oleh Suslov (2 / -1), Yevhen Nemodruk (1 / -4). Hậu vệ: Serhiy Tretiak (6 / 1), Yuriy Nikiforov (6 / 1), Dmytro Parfenov (6 / 0), Oleksandr Spitsyn (4 / 0), Yuriy Bukel (4 / 0), Andriy Telesnenko (1 / 0), Dmytro Demianenko (1 / 0), Volodymyr Kantsler (1 / 0), Ruslan Leskiv (1 / 0), Oleksandr Avdeyev (1 / 0). Tiền về: Yuriy Shelepnytsky (6 / 3), Ilya Tsymbalar (6 / 2), Yuriy Sak (6 / 2),(1) Viktor Yablonskyi (6 / 1), Oleh Koshelyuk (6 / 0), Sergei Zirchenko (5 / 0), Serhiy Protsyuk (3 / 0), Ruslan Romanchuk (1 / 0), Dmytro Horbatenko (1 / 0), Dmytro Kopetsky (1 / 0), Andriy Lozovsky (1 / 0), Vitaliy Kolesnichenko (1 / 0). Tiền đạo: Serhiy Husyev (6 / 4), Ivan Hetsko (5 / 0), Oleksandr Pindeyev (1 / 1), Oleh Mochulyak (1 / 0), Kostyantyn Kulyk (1 / 0), Andriy Savitsky (1 / 0). Huấn luyện viên: Vitaliy Sidnev,(2) Viktor Prokopenko. Bị chuyển đi trong mùa giải: Oleksandr Pindeyev (FC Vorskla Poltava), Dmytro Demianenko (SK Odessa), Andriy Telesnenko ( AC Oulu). |

- ^1  Yuriy Sak cũng đá phản lưới một bàn thắng.
- ^2  Trong trận đầu tiên với Pollisya Chornomorets thi đấu với đội Dự bị dẫn dắt bởi Vitaliy Sidnev.
- Ghi chú: Chỉ có Bukel nhận thẻ vàng.

## Danh sách ghi bàn nhiều nhất
| Cầu thủ          | Số bàn thắng | Đội bóng            |
| ---------------- | ------------ | ------------------- |
| Oleksandr Zayets | 6            | Torpedo Zaporizhia  |
| Vadym Kolesnyk   | 5            | Metalist Kharkiv    |
| Serhiy Husiev    | 4            | Chornomorets Odessa |

.

## Danh sách các thủ môn xuất sắc nhất
Số trận thắng
| Thứ hạng | Thủ môn           | Câu lạc bộ          | GP | MINS | GA | GAA  | W–L–T | PS  |
| -------- | ----------------- | ------------------- | -- | ---- | -- | ---- | ----- | --- |
| 1        | Ihor Moiseyev     | Torpedo Zaporizhia  | 7  |      | 6  | 0.86 | 4–1–2 | 0-0 |
| 2        | Oleksandr Pomazun | Metalist Kharkiv    | 7  |      | 4  | 0.57 | 4–2–1 | 0-0 |
| 3        | Yuriy Prokhorov   | Naftovyk Okhtyrka   | 4  |      | 2  | 0.50 | 3–0–1 | 0-0 |
| 3        | Viktor Hryshko    | Chornomorets Odessa | 4  |      | 2  | 0.50 | 3–0–1 | 0-0 |
| 5        | Dmytro Shutkov    | Shakhtar Donetsk    | 6  |      | 4  | 0.67 | 3–2–1 | 0-0 |
| 6        | Valeriy Vorobyov  | Kryvbas Kryvyi Rih  | 4  |      | 8  | 2.00 | 3–1–0 | 0-0 |
| 7        | Ihor Rutkovsky    | Polissia Zhytomyr   | 4  |      | 9  | 2.25 | 3–1–0 | 0-0 |

## Khán giả

### Các trận đấu có nhiều khán giả nhất
| Thứ hạng | Vòng        | Đội nhà             | Đội khách         | Kết quả        | Địa điểm                    | Số khán giả |
| -------- | ----------- | ------------------- | ----------------- | -------------- | --------------------------- | ----------- |
| 1        | Vòng 16 đội | Skala Stryi         | Dynamo Kyiv       | 1 – 2 (s.h.p.) | Sokil Stadium, Stryi        | 17,000      |
| 2        | Vòng 16 đội | Karpaty Lviv        | Shakhtar Donetsk  | 1 – 2          | Ukraina Stadium, Lviv       | 12,500      |
| 3        | Chung kết   | Chornomorets Odessa | Metalist Kharkiv  | 1 – 0          | Republican Stadium, Kiev    | 12,000      |
| 4        | Vòng 16 đội | Kremin Kremenchuk   | Naftovyk Okhtyrka | 0 – 1          | Dnipro Stadium, Kremenchuk  | 8,000       |
| 4        | Tứ kết      | Torpedo Zaporizhia  | Dynamo Kyiv       | 1 – 0          | AvtoZAZ Stadium, Zaporizhia | 8,000       |